# ددی بری
ددی بری (انگلیسی: Dede Barry؛ زادهٔ ۸ اکتبر ۱۹۷۲) دوچرخه‌سوار اهل ایالات متحده آمریکا بود.
وی در مسابقات کشوری و بین‌المللی در مجموع برندهٔ ۲ مدال نقره، ۱ مدال برنز شده‌است.